# 螠蟶
螠蟶为螠蟶屬的动物，俗名青子、蛏子、毛蛏蛤、毛蛏、泥蛏等。舊屬竹蛏科或紫雲蛤科，今屬刀蟶科的小刀蟶亞科。

## 特征

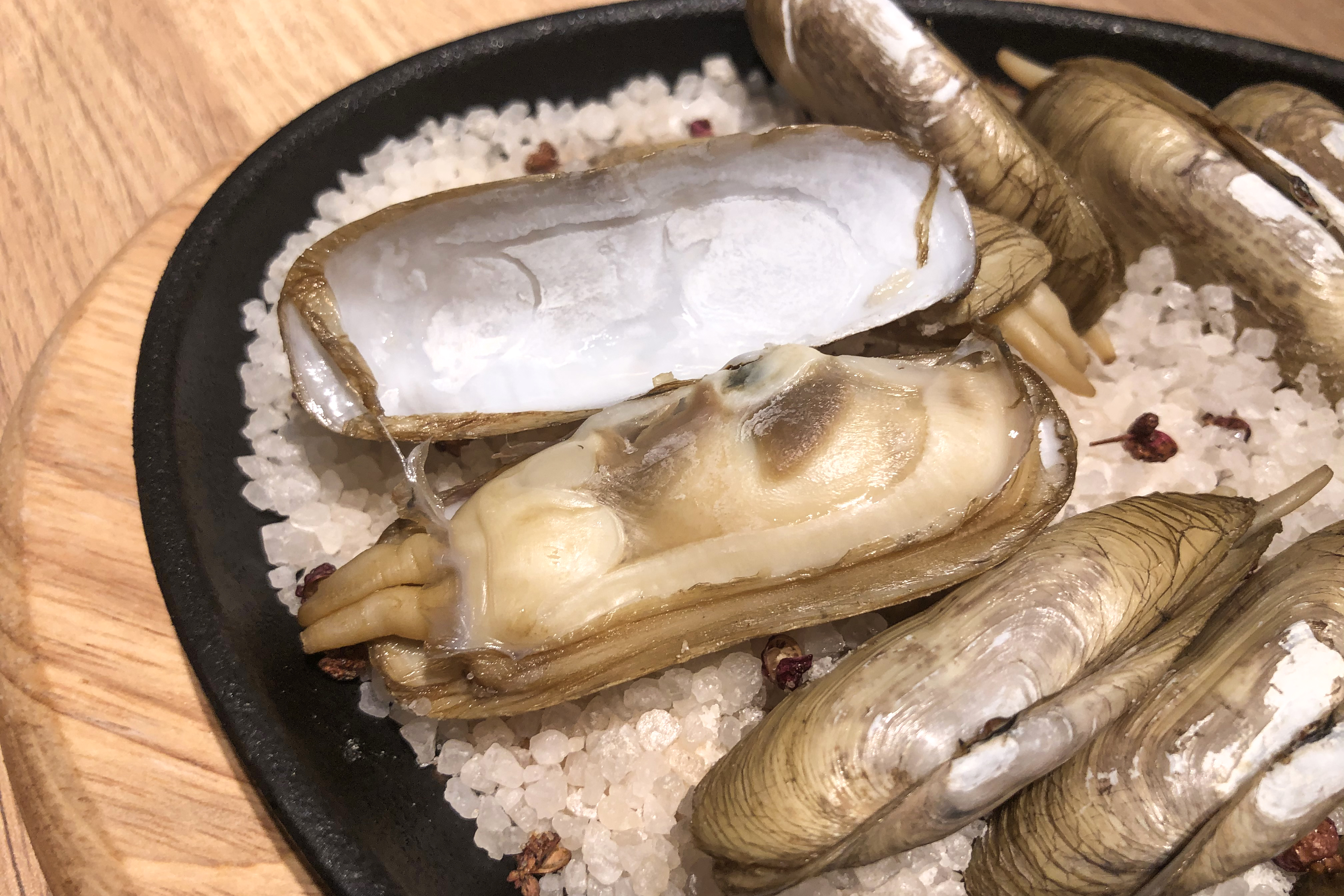
经烹调剥壳后的莆田三江口缢蛏

长形两端圆的外壳，壳顶靠近前方；生长线显著，原本黄绿色壳面常磨损脱落而呈白色。

## 分佈
分布于日本以及中国大陆的辽宁、河北、山东、浙江、福建、广东等地的海域，生活环境为海水，多见于河口或有少量淡水注入的内湾的潮间带中下区的软泥滩上。